# Сан-Мартін-дель-Ріо
Сан-Мартін-дель-Ріо (ісп. San Martín del Río) — муніципалітет в Іспанії, у складі автономної спільноти Арагон, у провінції Теруель. Населення — 199 осіб (2010).
Муніципалітет розташований на відстані близько 210 км на схід від Мадрида, 85 км на північ від міста Теруель.

## Демографія
Динаміка населення (INE ):